# Dawkins' God
Dawkin's God: Genes, Memes and the Meaning of Life (le Dieu de Dawkins : les gènes, les mèmes et le sens de la Vie) est un livre d'Alister McGrath, biophysicien moléculaire et théologien qui enseigne l'histoire de la théologie à l'Université d'Oxford. Dans cet ouvrage, publié en 2004, l'auteur cherche à réfuter les arguments d'un autre professeur d'Oxford, Richard Dawkins. Plutôt que de chercher à montrer que les assertions de Dawkins ne correspondent pas à ce qu'est le christianisme, McGrath s'attache dans ce livre à établir que les arguments développés par Dawkins sont bien en deçà de la démarche logique et expérimentale que Dawkins lui-même promeut.

## Synopsis
Alister McGrath défend les arguments suivants dans son livre:
- la méthode scientifique ne peut pas prouver que Dieu existe ou non ;
- la théorie de l'évolution n'engendre pas nécessairement une vision athée, agnostique ou chrétienne du monde ;
- la réfutation de Dawkins sur l'analogie de l'horloger n'équivaut pas à une réfutation de l'existence de Dieu ;
- Dawkins est ignorant en théologie chrétienne et donne un avis négatif sur les gens de religion en général.

## Réponse de Dawkins
En réponse à ce livre, et vis-à-vis de l'accusation qu'il serait ignorant en théologie chrétienne, Richard Dawkins écrit:

« Oui, j'ai déjà entendu cet argument par le passé. Il semble superficiellement juste. Mais il présuppose qu'il y ait des éléments en théologie chrétienne pour lesquels on pourrait être ignorant. Or mon propos est que la théologie chrétienne n'est pas un sujet de connaissance, c'est un non-sujet. C'est vide. À la fois d'un point de vue de la cohérence ou d'un point de vue du contenu. Je m'imagine que McGrath rejoindrait mon point de vue si j'exprimais ma non-croyance dans les fées, l'astrologie et le marteau de Thor. Que répondra-t-il si un spécialiste des fées, un astrologue ou un Viking l'accuse d'ignorance sur ces sujets respectifs? »